# Dvorjane
Dvorjane – wieś w Słowenii, w gminie Duplek. W 2018 roku liczyła 697 mieszkańców.